# Акимов, Максим Алексеевич
Макси́м Алексе́евич Аки́мов (род. 1 марта 1970, Малоярославец, Калужская область) — российский государственный деятель.
Заместитель председателя правительства Российской Федерации с 18 мая 2018 по 15 января 2020 (исполняющий обязанности с 15 по 21 января 2020). Член совета директоров АО «Почта России» с октября 2019.
Городской Голова Калуги с 2004 по 2007. Заместитель губернатора Калужской области с июля 2007 по май 2012. Заместитель, первый заместитель руководителя аппарата правительства Российской Федерации с 2012 по 2018. Действительный государственный советник Российской Федерации 1-го класса (2016). Кандидат исторических наук (2019).

## Биография
Родился 1 марта 1970 года в городе Малоярославец Калужской области в семье Алексея Акимова.
В 1987 году поступил на исторический факультет КГПИ им. Циолковского, в 1988—1989 годах проходил срочную службу в Советской Армии. Окончил исторический факультет Калужского государственного педагогического университета им. К. Э. Циолковского (КГПУ) в 1993 году. Обучался на одном курсе с губернатором Рязанской области Николаем Любимовым. В 1991—1992 годах, совмещая с учёбой, работал учителем истории, географии и английского языка в средней школе Малоярославца.
В 1994—1996 годах руководитель компании «Файнарт-аудит». Затем возглавлял комиссию по рынку ценных бумаг Калужской области. С 1998 по 2001 год заместитель директора департамента экономики и промышленности правительства Калужской области.
С 2004 года на посту министра экономического развития Калужской области. В мае 2004 года перешёл на работу в Городскую Управу Калуги в качестве первого заместителя Городского Головы. После отставки предыдущего калужского градоначальника Валерия Иванова в августе того же года занял его место в качестве исполняющего обязанности. 14 ноября 2004 года избран Городским Головой Калуги, набрав 34,63 % голосов.
С июля 2007 года назначен заместителем губернатора Калужской области Анатолия Артамонова (с августа 2011 года — первый заместитель). Был президентом Федерации бадминтона Калужской области.

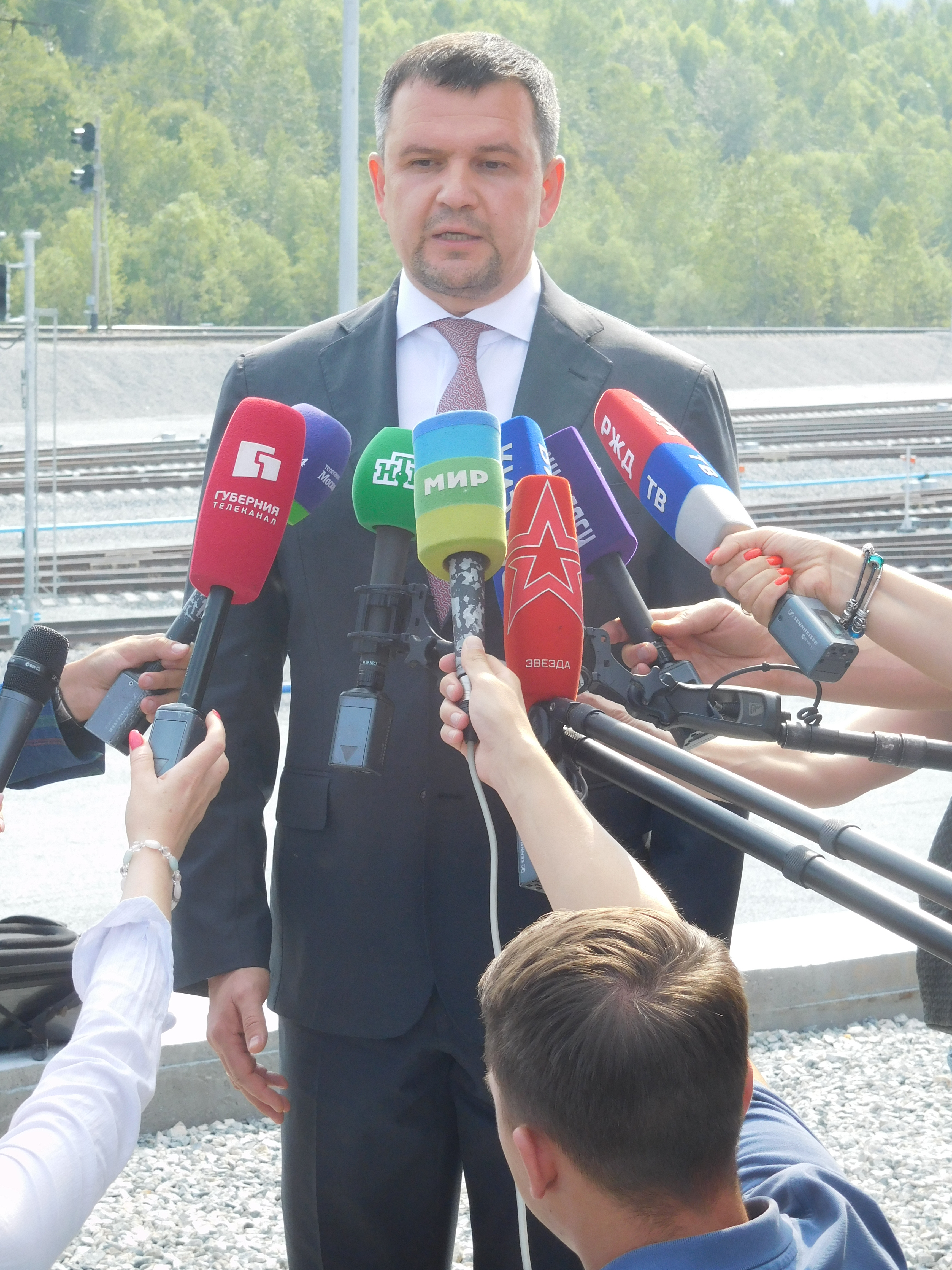
Вице-премьер Акимов — о перспективах развития БАМа рассказывает в Тынде, 7 июля 2019

22 мая 2012 года назначен заместителем руководителя Аппарата Правительства Российской Федерации. Спустя год занимает место первого заместителя. С 30 июня 2016 входит в состав Совета по стратегическому развитию и приоритетным проектам при Президенте Российской Федерации.
В 2013 году Акимов претендовал на пост Министра экономического развития Российской Федерации. После отстранения Алексея Улюкаева 15 ноября 2016 года, в СМИ появилась информация о том, что одним из претендентов на освободившийся пост министра является Максим Акимов (наряду с Ксенией Юдаевой и Андреем Белоусовым). В сентябре 2017 года рассматривался на должность нового губернатора Нижегородской области.
18 мая 2018 года Акимов назначен заместителем председателя правительства Российской Федерации. В сферу ответственности Акимова вошли: связь, транспорт и цифровизация экономики.
Акимов прилагает усилия для продвижения проекта строительства высокоскоростной железнодорожной магистрали ВСМ Москва — Казань; в этой теме выступает принципиальным оппонентом главного скептика проекта, министра финансов РФ Антона Силуанова.
16 мая 2019 года в диссертационном совете РАНХиГС Акимов защитил диссертацию на соискание степени кандидата исторических наук на тему «Феномен великой дивергенции в современной зарубежной историографии (вторая половина XX — начало XXI в.)», научный руководитель В. А. Мау.
27 мая 2019 года стал председателем наблюдательного совета Университета Иннополис.
С июля 2019 года по март 2020 года — председатель Совета директоров АО «Российская венчурная компания».
После отставки кабинета министров Дмитрия Медведева исполнял обязанности вице-премьера, однако, в состав правительства Михаила Мишустина не вошёл.
Советом директоров АО «Почта России» утверждён генеральным директором компании с 5 февраля 2020 года. Разработал стратегию развития Почты России до 2030 года. В 2021 году индекс удовлетворенности клиентов (NPS) Почтой России впервые вышел в положительную зону. Среди физических лиц он вырос с −3 пунктов до +13, а среди юридических лиц с −11 до +2 год к году. В том же году средние сроки доставки отправлений по России сократились до 3,2 дня. С 2021 года Почта под руководством Максима Акимова тестирует использование беспилотного транспорта для доставки грузов в труднодоступные регионы страны. Также компания использует беспилотных роботов-доставщиков «Яндекса» в Москве, Санкт-Петербурге и Иннополисе. С 2022 года под руководством Максима Акимова Почта России выполняет поручение Президента РФ Владимир Путина в течение трёх лет провести модернизацию 25 тыс. отделений и пунктов почтовой связи, расположенных в сёлах и в труднодоступной местности. В декабре 2022 года стало известно об уходе Акимова с поста руководителя Почты России.

## Личная жизнь
Женат. Есть двое сыновей.

## Награды и звания
- Орден Александра Невского (2014)[26]
- Медаль Столыпина П. А. II степени (2017)[27]
- Медаль «За особые заслуги перед Калужской областью» (2017)[28]
- Благодарность Правительства Российской Федерации (2014)[5]
- Почётный гражданин Калужской области (2019)[29]

## Работы
- Измеряя великую дивергенцию: возможности и ограничения квантификации // Электронный научно-образовательный журнал «История». 2017. T. 8. Выпуск 7(61)
- Калифорнийская школа экономической истории: ревизионистский подход к феномену великой дивергенции // Экономическая история. — 2017. — № 2. — С. 43-60.
- Великая дивергенция в левом историческом дискурсе: второй этап дебатов и тезис Р. Бреннера // Экономическая история. — 2019. — Т. 15. — № 1. — С. 9-22.
- Феномен великой дивергенции в современной зарубежной историографии (вторая половина XX — начало XXI в.) Диссертация на соискание ученой степени кандидата исторических наук